# Liste der südafrikanischen Botschafter in der Schweiz

## Geschichte
Bis Juni 1967 befand sich die Botschaft in der Bernastrasse 47, bis 1994 in der Jungfraustrasse 1 Eichhalde und seit 1994 befindet sie sich in der Alpenstrasse 29 in Bern.
| Ernennung Akkreditierung | Botschafter                      | Bemerkung | Dodis                                                                                        | Regierung in Südafrika      | akkreditiert bei der Regierung | Posten verlassen |
| ------------------------ | -------------------------------- | --- | -------------------------------------------------------------------------------------------- | --------------------------- | ------------------------------ | ---------------- |
| 1933                     | Daniel Stayn                     | |                                                                                              | Barry Hertzog               | Edmund Schulthess              |                  |
| 2. Nov. 1954             | Harry Thomson Andrews            | | Andrews, Harry Thomson in der Datenbank Dodis der Diplomatischen Dokumente der Schweiz       | Johannes Gerhardus Strijdom | Rodolphe Rubattel              |                  |
| 8. Nov. 1954             | Willem Christiaan Naudé          | Geschäftsträger | Naudé, Willem Christiaan in der Datenbank Dodis der Diplomatischen Dokumente der Schweiz     | Johannes Gerhardus Strijdom | Rodolphe Rubattel              | 5. Okt. 1956     |
| 5. Okt. 1956             | Willem Christiaan Naudé          | | Naudé, Willem Christiaan in der Datenbank Dodis der Diplomatischen Dokumente der Schweiz     | Johannes Gerhardus Strijdom | Markus Feldmann                |                  |
| 30. Apr. 1957            | Hendrik Albertus Geldenhuys      | Geschäftsträger a. i. (Gesandtschaftssekretär zweiter Klasse) | Geldenhuys, Hendrik Albertus in der Datenbank Dodis der Diplomatischen Dokumente der Schweiz | Johannes Gerhardus Strijdom | Hans Streuli                   |                  |
| 28. Juni 1957            | John Kenneth Christie            | | Christie, John Kenneth in der Datenbank Dodis der Diplomatischen Dokumente der Schweiz       | Johannes Gerhardus Strijdom | Hans Streuli                   |                  |
| 9. März 1959             | Matthys Izak Botha               | Gesandter | Botha, Matthys Izak in der Datenbank Dodis der Diplomatischen Dokumente der Schweiz          | Hendrik Frensch Verwoerd    | Paul Chaudet                   |                  |
| 3. Juli 1960             | Hendrik Albertus Geldenhuys      | Geschäftsträger | Geldenhuys, Hendrik Albertus in der Datenbank Dodis der Diplomatischen Dokumente der Schweiz | Hendrik Frensch Verwoerd    | Max Petitpierre                |                  |
| 7. Okt. 1960             | John Edward Bruce                | | Bruce, John Edward in der Datenbank Dodis der Diplomatischen Dokumente der Schweiz           | Hendrik Frensch Verwoerd    | Max Petitpierre                |                  |
| 10. Nov. 1961            | Cornelis Hendrik Taljaard        | | Taljaard, Cornelis Hendrik in der Datenbank Dodis der Diplomatischen Dokumente der Schweiz   | Charles Robberts Swart      | Friedrich Traugott Wahlen      | 1964             |
| 1964                     | Herbert Hans Woodward            | | Hoodward, Herbert Hans in der Datenbank Dodis der Diplomatischen Dokumente der Schweiz       | Charles Robberts Swart      | Ludwig von Moos                | 1967             |
| 11. Dez. 1967            | Konrad Erwin Pakendorf           | | Pakendorf, Konrad Erwin in der Datenbank Dodis der Diplomatischen Dokumente der Schweiz      | Theophilus E. Dönges        | Roger Bonvin                   | 1973             |
| 11. Dez. 1970            | Oscar van Oordt                  | Geschäftsträger a. i. | Oordt, Oscar van in der Datenbank Dodis der Diplomatischen Dokumente der Schweiz             | Jacobus Johannes Fouché     | Hans-Peter Tschudi             | 1972             |
| 10. März 1972            | Oscar van Oordt                  | Geschäftsträger | Oordt, Oscar van in der Datenbank Dodis der Diplomatischen Dokumente der Schweiz             | Jacobus Johannes Fouché     | Nello Celio                    | 12. Mai 1972     |
| 18. Jan. 1974            | Jan Hendrik Visse                | | Visse, Jan Hendrik in der Datenbank Dodis der Diplomatischen Dokumente der Schweiz           | Jacobus Johannes Fouché     | Ernst Brugger                  | 1976             |
| 1. Juli 1977             | Jan François Wentzel             | | Wentzel, Jan François in der Datenbank Dodis der Diplomatischen Dokumente der Schweiz        | Marais Viljoen              | Hans Hürlimann                 | 1986             |
| 1. Dez. 1980             | Hendrik Albertus Geldenhuys      | | Geldenhuys, Hendrik Albertus in der Datenbank Dodis der Diplomatischen Dokumente der Schweiz | Pieter Willem Botha         | Georges-André Chevallaz        | 1. Dez. 1983     |
| 1986                     | Louis Vorster                    | |                                                                                              | Pieter Willem Botha         | Alphons Egli                   | 1986             |
| 1986                     | Johann Frederik Pretorius        | (* 1929) trat 1954 in den auswärtigen Dienst wurde in Mosambik, Portugal und Frankreich beschäftigt, Vater von André Pretorius (musician), 1976–1980: Botschafter in Brasilia. |                                                                                              | Pieter Willem Botha         | Alphons Egli                   | 1988             |
| 1996                     | Ruth Segomotsi Mompati           | |                                                                                              | Nelson Mandela              | Jean-Pascal Delamuraz          | 2000             |
| 2000                     | Patricia Nozipho January-Bardill | |                                                                                              | Thabo Mbeki                 | Adolf Ogi                      | 2004             |
| 9. Sep. 2005             | Konji Sebati                     | |                                                                                              | Thabo Mbeki                 | Micheline Calmy-Rey            | 2008             |
| 17. März 2014            | Claudinah Ntini Ramosepele       | [ 2 ] |                                                                                              | Jacob Zuma                  | Didier Burkhalter              |                  |